# Saint-Martin-sur-la-Chambre
Saint-Martin-sur-la-Chambre – miejscowość i gmina we Francji, w regionie Owernia-Rodan-Alpy, w departamencie Sabaudia.
Według danych na rok 1990 gminę zamieszkiwało 420 osób, a gęstość zaludnienia wynosiła 90 osób/km² (wśród 2880 gmin regionu Rodan-Alpy Saint-Martin-sur-la-Chambre plasuje się na 1216. miejscu pod względem liczby ludności, natomiast pod względem powierzchni na miejscu 1542.).